# 浮島 (嘉島町)
浮島（うきしま）は、熊本県上益城郡嘉島町井寺に位置する夫婦神の浮島神社（浮島さん）の池。池の水は湧水でできている。2010年（平成22年）3月25日に農林水産省のため池百選に選定された。嘉島町は一級河川緑川水系支流に囲まれ阿蘇山の伏流水が町内各地で湧水しており、1996年（平成8年）3月22日、「清水湧き心ふれあう嘉島町」として国土交通省により、水の郷百選に選定されているとともに六嘉湧水群・浮島として環境省により平成の名水百選にも選定されている。

## 概要
池は、東側の一角に突き出した夫婦神の浮島神社（浮島さん）の境内地で、「神の池」である。由来よると築造は、1001年（長保3年）に湧水により2.5haの池が完成したと伝えられている。現在は65haの灌漑を担っている。
浮島さんの鎮守の森とため池水面と、背景に見える飯田山や阿蘇山の外輪山との景観は著名な撮影ポイントでもあり住民の憩いの場所として親しまれている。

## 浮島・六嘉湧水群
近隣の六嘉地区も湧水が豊富でこの地域は、「砥川溶岩」を基盤となし帯水層となっている。その上部には阿蘇火砕流の堆積物や有明粘土層などが堆積して表土近くは砂岩や礫岩のシルトからできているため、水分が豊富に含まれていて1.5mほど掘ると伏流水が湧水する。
「浮島・六嘉湧水群」として「平成の名水百選」に選定されており各湧水には洗い場があり住民の交流の場となっている。また、「嘉島湧水天然プール」は、湧水の中に作られている全国でも稀なものであり、夏期には町内外から多数の人々が清涼を求めて訪れている。

## 浮島神社〜周辺水辺公園

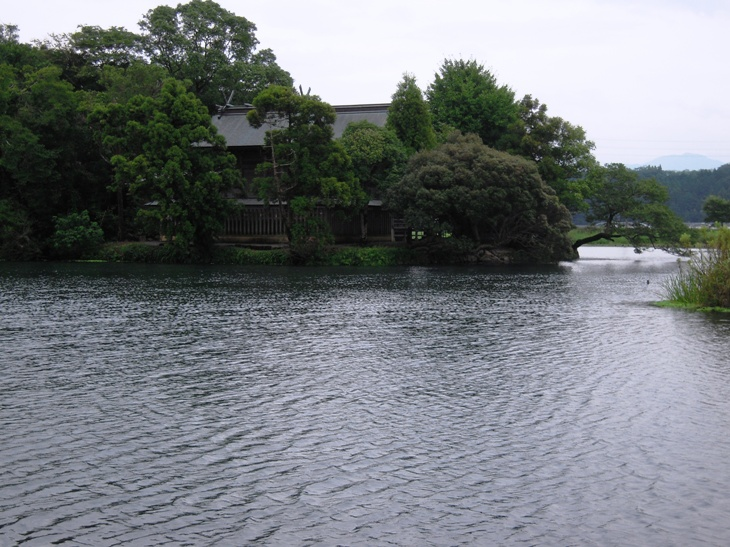
浮島神社と周辺水辺公園

浮島神社の湖畔は、浮島周辺水辺公園として整備されチガヤ、ヨシ、セキショウなどの植物、水面にはカイツブリ、カワセミ、冬にはカモの越冬地である。
地域のボランティアグループにより、毎日のゴミ拾いと定期的な除草作業が行われており、住民には環境保全に対する意識が高く、景観や天然水の豊富な池である。

## アクセス
- 九州自動車道御船インターチェンジより熊本県道226号六嘉秋津新町線経由で約8分(3.6km)
- 桜町BTより熊本バス県庁・御船経由甲佐ゆきまたは砥用ゆき、県庁・嘉島町役場経由イオン熊本ゆきもしくは城南ゆきに乗車し「下六嘉」下車、徒歩9分(720m)